# Supercar
Supercar foi uma banda de rock japonesa que atuou de 1997 a 2005. Formada por Koji Nakamura (vocalista, guitarrista e responsável pelas letras), Junji Ishiwatari (guitarrista), Miki Furukawa (baixista e vocalista) e Kodai Tazawa (baterista).
O grupo buscava a combinação entre rock e música eletrônica, sendo considerada uma das bandas alternativas mais influentes do Japão. São conhecidos também por fazerem parte da trilha sonora do filme Ping Pong e do anime Eureka 7.

## Discografia

### Albums
- Three Out Change (1998)
- Jump Up (1999)
- Ooyeah (1999)
- Ookeah (1999)
- Futurama (2000)
- Highvision (2002)
- Answer (2004)
- A (2005)
- B (2005)

### Singles
- "Cream Soda"(1997.Sep.21)
- "Planet"(1997.Dec.1)
- "Lucky"(1998.Mar.1)
- "Drive"(1998.May.21)
- "Sunday People"(1998.Sep.21)
- "My Girl"(1999.Feb.3)
- "Love Forever"(1999.May.21)
- "Fairway"(2000.Feb.2
- "White Surf Style 5"(2000.Oct.12)
- "Strobolights"(2001.Mar.6-Apr.12)
- "Yumegiwa Last Boy"(2001.Nov.21)
- "Aoharu Youth"(2002.Feb.6)
- "Recreation"(2003.Feb.14)
- "BGM"(2003.Nov.19)
- "LAST SCENE"(2004.Jan.28)
- "WONDER WORD ep"(2004.Apr.28)

## Links
- Site Oficial - Sony
- band site - on MySpace (fan site)
- Sunday People - fan site (em inglês)
- Metropolis profile